# Ґік (людина)
Ґік (англ. geek) — людина, яка захоплена сучасними технологіями. Проте поняття не завжди тотожне нерду. Найбільшого розповсюдження він набув в американській культурі, звідки й веде своє походження.

## Етимологія
До сучасної англійської мови потрапило з діалектного мовлення (варіанти — geek, geck). Походить від сер.-н.-нім. geck — «дурнуватий», «шалений», «блазень». Сучасне нім. Geck означає «дурень». У XIX ст. «гіками» називали лише артистів так званих «гік-шоу» (geek shows), блазнів на народних гуляннях, і тому подібних виконавців розважального жанру.
Значення в англійській мові:
- «виконавець карнавалу, часто в ролі дикуна, чий акт зазвичай включає відкушування голови живого курчати або змії»;
- «людина, часто з інтелектуальними схильностями, яка не подобається іншим»;
- «ентузіаст або експерт, особливо технологічної діяльності або фаху».